# Vila Nova de Sande
Village (freguesia) situé à 5km au nord-ouest de Guimarães, au Portugal.

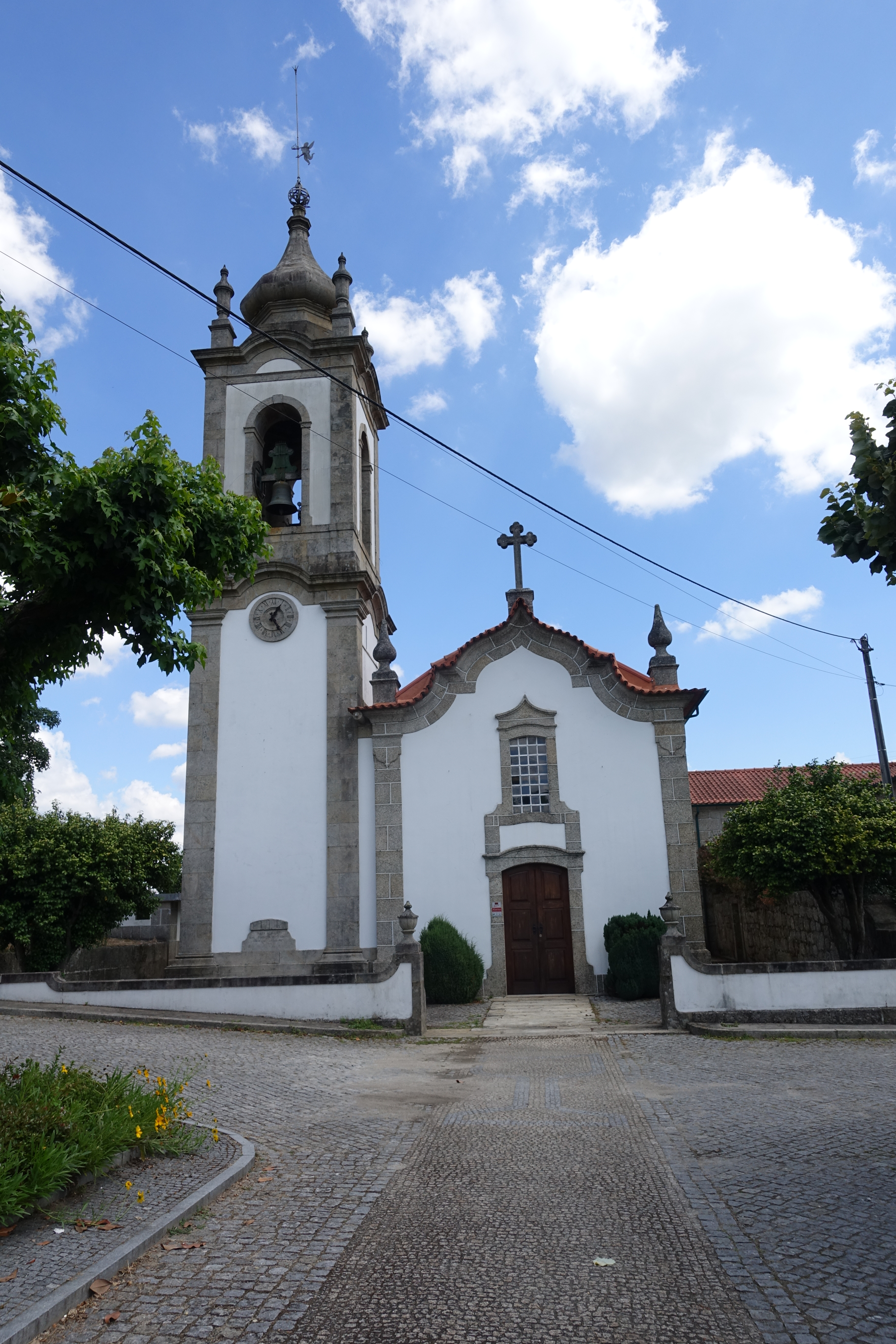
Guimarães, district de Braga Portugal

Autres villages au contact de cette freguesia :
- Taipas (Caldelas Taipas)
- Brito
- Campelos
- Ponte

## Superficie
Vila Nova de Sande a une superficie de 2,96 km2

## Population
- 1 848 habitants en 2001, avec une densité de 624,3 hab/km2